# Gamla riket
Se även motsvarigheten i Hettiterrikets historia
Gamla riket är en modern beteckning på perioden omkring 2650 f.Kr.-2150 f.Kr. i det forntida Egyptens historia. Till Gamla riket räknas vanligen dynastierna 3-6, ibland även dynastierna 7-8. Perioden är känd för de stora pyramidbyggena.

## Historik
Egyptologer anser att det Gamla riket (2780 f.Kr.-2260 f.Kr.) började med den tredje dynastin. Denna dynasti var den första som började bygga pyramider. Den första historiskt belagda pyramiden tillskrivs arkitekten Imhotep, som när han byggde en grav åt faraonen Djoser, var den första att tillämpa metoden att bygga ett antal mastabor ovanpå varandra i minskande storlek, vilka formade en trappa. Byggnaden kallas för Djosers trappstegspyramid – vilken var avsedd att tjäna som en gigantisk trappa som den döde faraonens själ skulle använda för att nå himlen. Imhoteps prestation ansågs vara av sådan vikt att han senare upphöjdes till gud av egyptierna.
Efter denna första period byggdes flera andra pyramider, av vilka några övergavs innan de var färdiga. En berömd pyramid är Den böjda pyramiden: halvvägs upp verkar det som om pyramidbyggarna började frukta att pyramidsidorna sluttade i en alltför kraftig vinkel, vilket innebar att de gjorde pyramidens topp trubbigare än nederdelen, vilket skapade en pyramid med egendomligt utseende.
Handelsförbindelser med Syrien förekom växte fram under den fjärde dynastin. Det finns vissa belägg för att Egypten omkring 2675 f.Kr. började importera timmer från Libanon. Omkring 2575 f.Kr. sätter faraonen Khufu (även känd som Cheops) sina spår i landskapet. Som viloplats åt honom byggs den största och mest kända pyramiden av dem alla, den stora pyramiden i Giza. När man betraktar gruppen av pyramider på Gizaplatån tycks den inte vara störst, men det beror på att den som ser störst ut är bygd på mark som är högre belägen, men Cheopspyramiden är tio meter högre.
Faraonen Khufu var också ansvarig för att skicka expeditioner till Nubien för att hämta slavar och andra värdefulla varor. Det är osannolikt att dessa slavar blivit använda för att bygga de egyptiska monumenten, åtminstone inte till en början, eftersom de var ganska få. En populär teori är att det var det gamla Egyptens bönder som byggde pyramiderna och de övriga monumenten under Nilens översvämningar. Detta är en attraktiv teori av flera skäl. När Nilen översvämmades hade stora delar av Egyptens befolkning ingenstans att bo. Nilen översvämmades ända fram till ökenranden och täckte all odlingsmark och flertalet bostadsområden. Om det erbjöds arbete med att bygga pyramider och monument under översvämningsperioden skulle det inneburit en chans för bönderna att förse sina familjer med mat och bostad. (Naturligtvis skulle hela betalningen bestått av skattemedel som bönderna själva fått betala vid skördesäsongen, men det var faraonväldets natur.) Denna teori skulle också erbjuda en förklaring till hur riket blivit så stabilt under många hundra år. Pyramidbygget fortsatte under lång tid och det finns hela 80 kända pyramidlokaliseringar, även om alla dessa inte är bevarade.
En effekt av anläggandet av de stora tempel- och pyramidbyggena var att de krävde en omfattande administration för att genomföra. Detta befrämjade framväxten av en klass av högre tjänstemän, vilket ledde till att flera maktcentra uppstod och kungamakten försvagades.
I slutet av det Gamla riket försvagas kungamakten och riket härjas av svält. En teori är att ett plötsligt, globalt klimatomslag, i form av en sänkning av medeltemperaturen, minskade nederbörden i Egypten, Etiopien och Östafrika under två till tre decennier. Detta leder i sin tur till att Nilens årliga översvämning blev mindre vilket ledde till massvält.
Den siste faraon i den sjätte dynastin var Pepi II, som antas ha regerat i 94 år, längre än någon annan monark i historien. Han var 6 år gammal när han tillträdde tronen och 100 år gammal när han dog. Den senare perioden av hans regeringstid kännetecknades av ineffektivitet beroende på Pepis höga ålder. När han dog föll det Gamla riket sönder.